# Frédéric Pelletier
Pour les articles homonymes, voir Frédéric Pelletier (homonymie) et Pelletier (homonymie).
 (avril 2023).
Frédéric Pelletier, ou Fred Pelletier, né Peltier, le 1er mai 1870 à Montréal et mort dans la même ville le 30 mai 1944, est un compositeur, professeur de musique, chef de chœur, critique musical, journaliste, officier de l'armée et médecin québécois. 

## Biographie

### Formation musicale
Frédéric Pelletier, ainé d'une famille de six enfants, faisait partie d'une famille importante de musiciens au Québec, étant le fils du musicien Romain-Octave Pelletier l'Ancien, le frère de l'organiste, compositeur et chef de chœur Romain Pelletier et le père du violoniste Romain-Octave Pelletier junior. Son autre frère Victor Pelletier était un violoncelliste dans l'Orchestre symphonique de Montréal de Jean-Jacques Goulet. 
Frédéric Pelletier a commencé son éducation musicale avec son père en étudiant le piano. Plus tard, il fut l'élève de Guillaume Couture pour le chant et d'Achille Fortier pour l'harmonie et le contrepoint.

### Carrière musicale
Frédéric Pelletier fut choriste dans différents chœurs de plusieurs églises de Montréal. En 1922, il fonda la Société de la chorale de Saint-Saëns.
En 1931, il a coordonné la première tournée canadienne de la chorale des enfants de Paris "Petits Chanteurs à la Croix de Bois", qui ont inclus dans leur répertoire des chansons folkloriques canadiennes.
De 1932 à 1935, il fut président de l'Académie de musique du Québec. Il enseigna l'histoire de la musique à la même époque à l'École de musique Vincent-d'Indy. Il a également enseigné la musique au Conservatoire national de Montréal durant un certain nombre d'années. 

### Formations militaire et médicale
En 1887, il entra au Collège militaire royal de Saint-Jean et devint capitaine du régiment des Fusiliers Mont-Royal. Il intégra ensuite l'université de Montréal pour suivre des études de médecine et en sortie diplômé d'un doctorat en médecine en 1895. Il fut plus tard, secrétaire du département de la santé du Québec de 1914 à 1921. Il a ensuite pris le poste de bibliothécaire et publiciste pour le département de la santé de la province de Québec, de 1922 jusqu'à sa mort à Montréal en 1944.
Cependant il n'exerça réellement la médecine que quelque temps car il abandonna cette carrière au profit du journalisme et de la critique musicale.

### Journalisme et critique musical
Frédéric Pelletier a travaillé en tant que journaliste et rédacteur en chef de plusieurs journaux quotidiens de Montréal jusqu'en 1914. Il a également été chroniqueur musical pour divers périodiques de 1900 jusqu'à la fin de sa vie.
Il collabora à La Patrie (1904-1910), La Presse (1904-1910), Le Devoir (1911-1913), La Musique (1919-1921), Musical America (1923-1925 ), Association française d'action artistique (1920-1944), L'Art musical, La Lyre, Canada Musical et la Quinzaine musicale et artistique. 
En 1916, il fut nommé rédacteur en chef de la rubrique musicale du journal Le Devoir jusqu'à son décès en 1944. 

## Œuvres
- Stabat Mater, 1916
- Requiem Mass, 1919
- Ludus puerilis pour orgue, 1926
- La Rédemption, Oratorium
- Le Triptyque d'oraisons, Oratorium, 1943